# FK Laktaši
FK Laktaši (serb. cyr. ФК Лакташи, bośn. FK Laktaši) – bośniacki klub piłkarski, mający siedzibę w mieście Laktaši, na północy kraju, grający od sezonu 2012/13 w Drugiej lidze Republiki Serbskiej.

## Historia
Chronologia nazw:
- 1958: LSK (Laktaški sportski klub) (serb. cyr. Лакташки Спортски Клуб (ЛСК) (Лакташи))
- 1968: klub rozwiązano
- 1974: FK Laktaši (serb. cyr. ФК Лакташи)

Klub sportowy LSK został założony w Laktaši 30 sierpnia 1958 roku z inicjatywy dwóch miłośników piłki nożnej, Miloša Vrančića i Branko Banjaca. Inicjatorem i zwolennikiem tego pomysłu był FK Partizan. W socjalistycznej Jugosławii zespół rywalizował w różnych niższych ligach. W 1968 roku, w związku z tym, że większość młodzieży z miasteczka wyjeżdżała na studia w całym kraju, klub został rozwiązany.
17 czerwca 1974 roku klub piłkarski został odrodzony i przyjął nazwę FK Laktaši. Drużyna rozpoczęła rozgrywki od najniższego rzędu. W 1981 zespół awansował na piąty poziom. Ten złoty okres klubu wiąże się z nazwiskiem trenera Dušana Tatica, który najbardziej zasłużył na sukces klubu. Od 1982 do 1986 zespół występował w Regionalnej lidze, grupie Zapad (D4). Potem znów grał na piątym poziomie.
Kiedy w 1992 roku wybuchła wojna w Jugosławii klub nie rozgrywał oficjalnych gier aż do 1995 roku. Po zakończeniu wojny klub startował w grupie Banja Luka drugiej ligi Republiki Serbskiej (D2), jednak nie udało się awansować do pierwszej ligi Republiki Serbskiej (D1) (w latach 1995-2002 Prva liga RS była najwyższym poziomem - tak jak Republika Serbska bojkotowała Związek Piłkarski Bośni i Hercegowiny, ale nie była uznana przez UEFA). W 2000 zespół spadł do Područnej ligi Republiki Serbskiej (D3). Od sezonu 2002/03 po porozumieniu ze Związkiem Piłki Nożnej Bośni i Hercegowiny pierwsza liga Republiki Serbskiej spadła w hierarchii na drugi poziom i wraz z pierwszą ligą Bośni i Hercegowiny została zapleczem bośniackiej Premijer Ligi. Po wygraniu grupy Banja Luka Područnej ligi sezon 2002/03 klub rozpoczął w drugiej lidze Republiki Serbskiej (D3). Podczas przerwy zimowej prezes klubu Mićo Ugrenović zatrudnił Vlado Jagodića na czele sztabu szkoleniowego. Po zakończeniu sezonu, z nowym trenerem, zawodnicy wygrali rywalizację w grupie zachodniej drugiej ligi. Tylko przez rok klub pozostawał w drugiej lidze zachodniej, bo w kolejnym sezonie (2003/04) wszedł do elity Republiki Serbskiej. Do 2006 klub zajmował końcowe miejsca na środku tabeli, a w sezonie 2006/07 Jagodić poprowadził drużynę na tron, wygrywając pierwszą ligę Republiki Serbskiej (D2). W sezonie 2007/08 klub debiutował w najwyższej randze rozgrywek w kraju - Premijer Lidze Bośni i Hercegowiny, zajmując 10.miejsce. Po trzech sezonach na najwyższym poziomie, sezon 2009/10 zakończył na 15.pozycji, (jednego punktu zabrakło, aby pozostać w lidze). Następne dwa sezony klub spędził w pierwszej lidze Republiki Serbskiej. W sezonie 2011/12 zajął przedostatnie 13.miejsce i spadł do drugiej ligi Republiki Serbskiej.

## Barwy klubowe, strój, herb, hymn
|  |  |

Klub ma barwy niebiesko-białe. Piłkarze domowe spotkania zazwyczaj grają w niebieskich koszulkach, niebieskich spodenkach oraz niebieskich getrach.

## Sukcesy

### Trofea międzynarodowe
Do chwili obecnej klub jeszcze nigdy nie zakwalifikował się do rozgrywek europejskich.

### Trofea krajowe
Bośnia i Hercegowina
| \| \| Zdobyte trofea w rozgrywkach Bośni i Hercegowiny (stan na: 31-05-2021) \| |                                                                        |      |          |
| Rozgrywki                                                                       | Osiągnięcie                                                            | Razy | Sezon(y) |
| Mistrzostwo                                                                     | I miejsce                                                              | 0    |          |
| Mistrzostwo                                                                     | II miejsce                                                             | 0    |          |
| Mistrzostwo                                                                     | III miejsce                                                            | 0    |          |
| Mistrzostwo                                                                     | 8.miejsce                                                              | 1    | 2008/09  |
| Puchar                                                                          | zdobywca                                                               | 0    |          |
| Puchar                                                                          | finalista                                                              | 0    |          |
| Puchar                                                                          | ćwierćfinalista                                                        | 1    | 2007/08  |
| II liga                                                                         | I miejsce                                                              | 1    | 2006/07  |
| II liga                                                                         | II miejsce                                                             | 0    |          |
| II liga                                                                         | III miejsce                                                            | 0    |          |
| Bośnia i Hercegowina                                                            | Zdobyte trofea w rozgrywkach Bośni i Hercegowiny (stan na: 31-05-2021) |      |          |

- Druga liga Republike Srpske (III poziom):
  - mistrz (1): 2003/04 (Zapad)

- Mistrzostwa Republiki Serbskiej:
  - mistrz (1): 2006/07

- Puchar Republiki Serbskiej:
  - półfinalista (1): 2006/07

Jugosławia
| \| \| Zdobyte trofea w rozgrywkach Jugosławii (stan na: 31-05-1991) \| |                                                               |      |          |
| Rozgrywki                                                              | Osiągnięcie                                                   | Razy | Sezon(y) |
| Mistrzostwo                                                            | I miejsce                                                     | 0    |          |
| Mistrzostwo                                                            | II miejsce                                                    | 0    |          |
| Mistrzostwo                                                            | III miejsce                                                   | 0    |          |
| Puchar                                                                 | zdobywca                                                      | 0    |          |
| Puchar                                                                 | finalista                                                     | 0    |          |
| II liga                                                                | I miejsce                                                     | 0    |          |
| II liga                                                                | II miejsce                                                    | 0    |          |
| II liga                                                                | III miejsce                                                   | 0    |          |
|                                                                        | Zdobyte trofea w rozgrywkach Jugosławii (stan na: 31-05-1991) |      |          |

## Poszczególne sezony

### Rozgrywki międzynarodowe

#### Europejskie puchary
Nie uczestniczył w rozgrywkach europejskich.

### Rozgrywki krajowe
Bośnia i Hercegowina
| \| Bośnia i Hercegowina \| Bilans występów klubu w rozgrywkach piłkarskich Bośni i Hercegowiny (Stan na 31 maja 2021 r.) \| \| |                                                                                               |        |       |   |   |   |    |    |     |                                 |        |        |      |
| Poziom | Rozgrywki                                                                                     | Sezony | Mecze | Z | R | P | B+ | B– | Pkt | Lata                            | Awanse | Spadki | Naj. |
| I | Premijer liga (do 2002-Prva liga RS)                                                          | 3      |       |   |   |   |    |    |     | 2007–2010                       | 0      | 1      | 8    |
| II | Prva liga Republike Srpske (do 2002-Druga liga RS)                                            | 10     |       |   |   |   |    |    |     | 1995–2000, 2004–2007, 2010–2012 | 1      | 2      | 1    |
| III | Druga liga Republike Srpske                                                                   | 12     |       |   |   |   |    |    |     | 2000–2002, 2003/04, od 2012/13  | 1      | 1      | 1    |
| IV | Područna liga Republike Srpske                                                                | 1      |       |   |   |   |    |    |     | 2002/03                         | 1      | 0      | 1    |
| | Puchar Bośni i Hercegowiny                                                                    | 3      |       |   |   |   |    |    |     | 2007-2010                       | 0      | 0      | 1/4  |
| Bośnia i Hercegowina | Bilans występów klubu w rozgrywkach piłkarskich Bośni i Hercegowiny (Stan na 31 maja 2021 r.) |        |       |   |   |   |    |    |     |                                 |        |        |      |

Jugosławia
| \| \| Bilans występów klubu w rozgrywkach piłkarskich Jugosławii (Stan na 31 maja 1991 r.) \| | |        |       |   |   |   |    |    |     |      |        |        |      |
| Poziom                                                                                        | Rozgrywki | Sezony | Mecze | Z | R | P | B+ | B– | Pkt | Lata | Awanse | Spadki | Naj. |
| I                                                                                             | Prva savezna ligа | 0      |       |   |   |   |    |    |     |      | 0      | 0      |      |
| II                                                                                            | Potsavez Banja Luka / Podsavezna nogometna liga / 2. liga                                                                     | 0      |       |   |   |   |    |    |     |      | 0      | 0      |      |
| III                                                                                           | Republička liga NR Bosne i Hercegovine / zonska liga BiH / Međuzonska liga BiH / Banjalucka zonska liga / Međurepublička liga | 0      |       |   |   |   |    |    |     |      | 0      | 0      |      |
|                                                                                               | Puchar Jugosławii | 0      |       |   |   |   |    |    |     |      | 0      | 0      |      |
|                                                                                               | Bilans występów klubu w rozgrywkach piłkarskich Jugosławii (Stan na 31 maja 1991 r.)                                          |        |       |   |   |   |    |    |     |      |        |        |      |

## Struktura klubu

### Stadion
Klub piłkarski rozgrywa swoje mecze domowe na Gradskim stadionie w Laktaši, który może pomieścić 3.500 widzów.

## Kibice i rywalizacja z innymi klubami

### Derby
- FK Borac Banja Luka
- FK BSK Banja Luka
- FK Krila Krajine Banja Luka
- FK Sloga Trn
- FK Željezničar Banja Luka